# Avusrennen 1935
Avusrennen 1935 je bila neprvenstvena dirka za Veliko nagrado v sezoni 1935. Odvijala se je 26. maja 1935 na nemškem dirkališču AVUS v okolici Berlina. Iz dveh voženj po pet krogov se je najboljših osem dirkačev uvrstilo v finale, kjer so dirkači vozili deset krogov. 

## Poročilo

### Pred dirko
Dolga dirka Avusrennen se je v prejšnji sezoni 1934 na razmeroma enoličnem dirkališču AVUS izkazala za nekoliko dolgočasno, moštva pa so bila tudi zaskrbljena zaradi obrabe pnevmatik na tej zelo hitri stezi, zato je dirka potekala v obliki dveh preddirk in finala. Ker je dirka potekala pod pravili Formula Libre, so mnoga moštva pripeljala dirkalnike prirejene za hitra dirkalnišča, Scuderia Ferrari pa dirkalnike Alfa Romeo Bi-motore. Prestrašen zaradi izkušnje na dirki za Veliko nagrado Tripolija, se je Hans Stuck raje odločil za odprti dirkalnik. Hans Geier je dirkal s starejšim dirkalnikom predelanim za kopenski hitrostni rekord, ki se ga je dalo odpreti le od zunaj. Scuderia Subalpina z dirkalniki Maserati 6C-34 ni mogla biti konkurenčna na tem super hitrem dirkališču. 
Motociklistični dirkač Bernd Rosemeyer je po prepričevanju športnega direktorja Auto Uniona Willyja Walba dobil dovoljenje za nastop na dirki, čeprav ni do tedaj nastopil še na nobeni avtomobilistični dirki. Toda v svojem debiju se je na najhitrejšem dirkališču na svetu uvrstil v prvo štartno vrsto. Tako Mercedes-Benz kot Auto Union sta natopila s po štirimi dirkači. Na treningu je bil najhitrejši Stuck s časom 4:31,3 (povprečna hitrost 260 km/h), drugi dirkači pa so zmogli le Manfred von Brauchitsch in Achille Varzi 4:47, Rosemeyer pa 4:49. Na ravninah so dirkalniki Auto Uniona dosegli hitrost kar 326 km/h.

### Prva preddirka
Stuck je takoj po štartu prevzel vodsto, drugo mesto pa je držal Rosemeyer. Stuck je takoj začel bežati svojemu maldemu moštvenemu kolegu, ki ga je nato prehitel še Luigi Fagioli. Sledil jim je Tazio Nuvolari, ki pa je moral že v drugem krogu po nove pnevmatike. Goffredo Zehender je v petem krogu odstopil z okvaro motorja. Kot so se moštva bala, so se začele pojavljali težave s pnevmatikami. Hans Geier je moral na postanek v bokse zaradi predrte pnevmatike, Rosemeyerju pa se je zgodilo podobno a pri veliki hitrosti, tako da je komal še ustavil dirkalnik pred zidom, toda njegove dirke je bilo konec. Stuck je zmagal po vodstvu od štarta do cilja, Fagioli je končal kot drugi, René Dreyfus kot tretji v dirkalniku Guya Molla, ki je tu zmagal lani, Geier četrti, ostali, tudi Nuvolari z dvema postankoma v boksih, pa se niso uvrstili v finale.

### Druga preddirka
Po štartu so se za prvo mesto borili Rudolf Caracciola, Hermann zu Leiningen in Achille Varzi. Toda zu Leiningen je že v drugem krogu odstopil z okvaro motorja, Caracciola in Varzi pa sta morala istočasno na postanek v bokse in odločala je hitrost postanka. Mercedesovi mehaniki so bili hitrejši in Caracciola se je na stezo vrnil z lepo prednostjo pred Varzijem. Do konca sta ostala na prvih dveh mestih, tretji je bil von Brauchitsch, v finale pa se je s četrtim mestom uvrstil še Louis Chiron, ki je moral zelo paziti na obrabo pnevmatik in goriva, toda zasostal je kar dve minuti in pol za zmagovalcem. 

### Finale
Najbolje je štartal Stuck, drugo mesto je držal Varzi, oba pa sta začela bežati Mercedesovim dirkačem Fagioliju, Caraccioli in von Brauchitschu. Toda kmalu je Fagioli pospešil, prehitel Varzija in se približal vodilnemu Stucku, ki je vodil do trenutka, ko mu je pri hitrosti 290 km/h razneslo pnevmatiko in je komaj še rešil dirkalnik pred trčenjem. Podobno se je pripetilo tudi Varziju in von Brauchitschu, tako da so morali vsi dirkači pri vrhu na postanek v bokse za menjavo pnevmatike razen Fagiolija. 
Caracciola je že v tretjem krogu odstopil z okvaro motorja, Geier pa v sedmem z okvaro uplinjača. Tako je vodil Fagioli, sledila pa sta mu Varzi in Chiron, ki je ponovno zelo pazil na obrabo tako pnevmatik kot goriva svojega dirkalnika Alfa Romeo Bi-motore. Varzi se je želel približati vodilnemu Fagioliju, toda pretiraval je in moral na nov postanek v bokse za nove pnemvatike. Fagioli je tako osvojil svojo drugo zmago sezone, Varzi je uničil še en komplet pnevmatik, moral še na tretji postanek in padel na tretje mesto, drugo pa je tako osvojil Chiron. Le Fagioli in Dreyfus sta dirko odpeljala brez postankov, njune pnevmatike pa so bile popolnoma uničene.

## Rezultati

### Prva preddirka
Odebeljeni dirkači so se uvrstili v finale.
| Poz | Št | Dirkač            | Moštvo                 | Dirkalnik            | Krogi | Čas/Odstop | Št. m. |
| --- | -- | ----------------- | ---------------------- | -------------------- | ----- | ---------- | ------ |
| 1   | 1  | Hans Stuck        | Auto Union             | Auto Union B         | 5     | 23:44,8    | 1      |
| 2   | 7  | Luigi Fagioli     | Daimler-Benz AG        | Mercedes-Benz W25B   | 5     | + 32,2 s   | 4      |
| 3   | 19 | René Dreyfus      | Scuderia Ferrari       | Alfa Romeo P3        | 5     | + 3:07,6   | 7      |
| 4   | 8  | Hans Geier        | Daimler-Benz AG        | Mercedes-Benz W25A   | 5     | + 3:20,2   | 5      |
| 5   | 20 | Giuseppe Farina   | Scuderia Subalpina     | Maserati 4C          | 5     | + 4:03,2   | 6      |
| 6   | 17 | Tazio Nuvolari    | Scuderia Ferrari       | Alfa Romeo Bi-motore | 5     | + 5:30,4   | 3      |
| 7   | 22 | Dudley Froy       | George Manby-Colegrave | Bugatti T54          | 4     | +1 krog    | 9      |
| Ods | 15 | Goffredo Zehender | Scuderia Subalpina     | Maserati 6C-34       | 3     | Motor      | 10     |
| Ods | 4  | Bernd Rosemeyer   | Auto Union             | Auto Union A         | 3     | Motor      | 2      |
| Ods | 16 | Eugenio Siena     | Privatnik              | Maserati 8C          | 3     |            | 8      |
| DNS | 9  | Hans Rüesch       | Privatnik              | Maserati 8CM         |       |            |        |

- Najboljši štartni položaj: Hans Stuck 4:31,3
- Najhitrejši krog: Hans Stuck 4:32

### Druga preddirka
Odebeljeni dirkači so se uvrstili v finale.
| Poz | Št | Dirkač                  | Moštvo                      | Dirkalnik            | Krogi | Čas/Odstop | Št. m. |
| --- | -- | ----------------------- | --------------------------- | -------------------- | ----- | ---------- | ------ |
| 1   | 5  | Rudolf Caracciola       | Daimler-Benz AG             | Mercedes-Benz W25B   | 5     | 24:47,0    | 3      |
| 3   | 2  | Achille Varzi           | Auto Union                  | Auto Union B         | 5     | + 54,3 s   | 2      |
| 3   | 6  | Manfred von Brauchitsch | Daimler-Benz AG             | Mercedes-Benz W25B   | 5     | + 1:42,3   | 1      |
| 4   | 18 | Louis Chiron            | Scuderia Ferrari            | Alfa Romeo Bi-motore | 5     | + 2:34,5   | 4      |
| 5   | 14 | Philippe Étancelin      | Scuderia Subalpina          | Maserati 6C-34       | 5     | + 3:53,4   | 9      |
| 6   | 12 | Ferdinando Barbieri     | Privatnik                   | Alfa Romeo P3        | 5     | + 5:15,4   | 7      |
| 7   | 10 | Laszlo Hartmann         | Privatnik                   | Maserati 8CM         | 5     | + 5:16,2   | 6      |
| Ods | 3  | Hermann zu Leiningen    | Auto Union                  | Auto Union A         | 2     | Motor      | 4      |
| Ods | 11 | Renato Balestrero       | Gruppo Genovese San Giorgio | Alfa Romeo Monza     | 2     | Trčenje    | 8      |
| DNS | 21 | Pietro Ghersi           | Scuderia Subalpina          | Maserati 6C-34       |       |            |        |

- Najboljši štartni položaj: Manfred von Brauchitsch 4:47

### Finale
| Poz | Št | Dirkač                  | Moštvo           | Dirkalnik            | Krogi | Čas/Odstop | Št. m. |
| --- | -- | ----------------------- | ---------------- | -------------------- | ----- | ---------- | ------ |
| 1   | 7  | Luigi Fagioli           | Daimler-Benz AG  | Mercedes-Benz W25B   | 10    | 49:13,2    | 3      |
| 2   | 18 | Louis Chiron            | Scuderia Ferrari | Alfa Romeo Bi-motore | 10    | + 1:35,2   | 8      |
| 3   | 2  | Achille Varzi           | Auto Union       | Auto Union B         | 10    | + 2:14,2   | 4      |
| 4   | 1  | Hans Stuck              | Auto Union       | Auto Union B         | 10    | + 2:23,2   | 1      |
| 5   | 6  | Manfred von Brauchitsch | Daimler-Benz AG  | Mercedes-Benz W25B   | 10    | + 4:05,2   | 6      |
| 6   | 19 | René Dreyfus            | Scuderia Ferrari | Alfa Romeo P3        | 10    | + 5:11,2   | 5      |
| Ods | 8  | Hans Geier              | Daimler-Benz AG  | Mercedes-Benz W25A   | 7     | Uplinjač   | 7      |
| Ods | 5  | Rudolf Caracciola       | Daimler-Benz AG  | Mercedes-Benz W25B   | 3     | Motor      | 2      |